# Camptopoeum nasutum
Camptopoeum nasutum is een vliesvleugelig insect uit de familie Andrenidae. De wetenschappelijke naam van de soort is voor het eerst geldig gepubliceerd in 1838 door Spinola.